# Лисец (Софийская область)
Лисец (болг. Лисец) — село в Болгарии. Находится в Софийской области, входит в общину Самоков.

## Политическая ситуация
В местном кметстве Ярлово, в состав которого входит Лисец, должность кмета (старосты) исполняет Васил Цанев Миленов (Болгарская социалистическая партия(БСП)) по результатам выборов правления кметства.
Кмет (мэр) общины Самоков — Ангел Симеонов Николов (БСП) по результатам выборов в правление общины.